# Electronica 1: The Time Machine
Electronica 1: The Time Machine ist das erste von zwei in Kollaboration mit mehreren Musikern entstandene Studioalbum des französischen Musikers Jean-Michel Jarre. Es wurde am 16. Oktober 2015 durch Sony Music bzw. Columbia Records und Jarres eigenem Label AERO veröffentlicht und stellt sein 17. Studioalbum dar. Gewidmet ist es dem Tangerine-Dream-Frontmann Edgar Froese †.

## Besonderheit
Nach Abschluss einer Zeit der Tourneen und Konzerte kontaktierte Jarre eine Reihe bekannter Musiker, welche „für Ihren einzigartigen Beitrag zum Genre [der elektronischen Musik] bekannt waren“. Mit jedem einzelnen entwarf Jarre gemeinsame Titel und verarbeitete sie zunächst als E-Project.
“for their singular contribution to our genre”
— Jean-Michel Jarre
Auch die ersten einzelnen Vorabveröffentlichungen, z. B. über den iTunes Store, trugen den Alben-Titel E-Project. Am 28. August 2015 wurde über Jarres Webpräsenz dann der Name Electronica 1: The Time Machine eingeführt und das komplette Album am 16. Oktober 2015 veröffentlicht.
Die unterschiedliche Namensgebung sorgte teils für Unstimmigkeiten in diversen Musik-Datenbanken. Electronica 1: The Time Machine beinhaltet viele verschiedene Musikrichtungen und es war Jarre wichtig, dass man zwischen ihm und dem jeweiligen Kollaborateur innerhalb eines Stückes musikalisch unterscheiden kann.

### Mitwirkende
An den gemeinsam mit Jarre entworfenen Titeln von Electronica 1 – The Time Machine waren beteiligt:
- 3D von Massive Attack
- Air
- Armin van Buuren
- Boyz Noize
- Edgar Froese † von Tangerine Dream
- Fuck Buttons
- Gesaffelstein
- John Carpenter
- Lang Lang
- Laurie Anderson
- Little Boots
- Moby
- M83
- Pete Townshend
- Vince Clarke

Auf dem offiziellen Kanal Jarres auf der Videoplattform YouTube wurden zu einigen Titeln kurze Interviews und Entstehungsgeschichten, sogenannte Track Stories präsentiert.

## Titelliste
| Titel # | Song                 | Dauer | Mitwirkender          | Besonderheit                        |
| ------- | -------------------- | ----- | --------------------- | ----------------------------------- |
| 1       | The Time Machine     | 3:54  | Boys Noize            |                                     |
| 2       | Glory                | 4:12  | M83                   | Track Story zu Glory                |
| 3       | Close your Eyes      | 6:15  | Air                   | Track Story zu Close your eyes      |
| 4       | Automatic (Part 1)   | 3:06  | Vince Clarke          | Track Story zu Automatic            |
| 5       | Automatic (Part 2)   | 3:03  | Vince Clarke          | Track Story zu Automatic            |
| 6       | IF...!               | 3:13  | Little Boots          | Track Story zu IF...!               |
| 7       | Immortals            | 4:24  | Fuck Buttons          | Track Story zu Immortals            |
| 8       | Suns have gone       | 5:55  | Moby                  | Track Story zu Suns have gone       |
| 9       | Conquistador         | 3:09  | Gesaffelstein         | Track Story zu Conquistator         |
| 10      | Travelator (Part 2)  | 3:10  | Pete Townshend        |                                     |
| 11      | Zero Gravity         | 7:12  | Tangerine Dream       | Track Story zu Zero Gravity         |
| 12      | Rely on me           | 2:54  | Laurie Anderson       | Track Story zu Rely on me           |
| 13      | Stardust             | 4:37  | Armin van Buuren      | Track Story zu Stardust             |
| 14      | Watching you         | 4:09  | 3D von Massive Attack | Track Story zu Watching you         |
| 15      | A question of blood  | 2:58  | John Carpenter        | Track Story zu A question of blood  |
| 16      | The rain & the river | 7:13  | Lang Lang             | Track Story zu The rain & the river |

## Wichtige Versionen
| Jahr | Ausgabeform | Medium          | Land   | Label           | Katalognummer | Bemerkung                                                                            |
| ---- | ----------- | --------------- | ------ | --------------- | ------------- | ------------------------------------------------------------------------------------ |
| 2015 | Original    | CD              | Europa | Sony / Columbia | 888751 23472  |                                                                                      |
| 2015 | Original    | 2 LP            | Europa | Sony / Columbia | 88843018981   |                                                                                      |
| 2015 | Original    | CD / 2 LP       | Europa | Sony / Columbia | 88875108362   | Fan Box Version                                                                      |
| 2015 | Original    | CD / 2 LP / USB | Europa | Sony / Columbia | 88875108352   | Limitierte De Luxe Version auf 1000 Stück inkl. 32 GB Speichermedium mit WAV Dateien |